# Westhoek

Mapa de situación de Westhoek (los nombres están en flamenconeerlandés).

Westhoek (pronunciado /vestˈhuk/), en neerlandés: esquina occidental, es el nombre que recibe la zona de habla neerlandesa de Francia que corresponde casi exactamente con el Distrito de Dunkerque (perteneciente al departamento francés de Norte). La zona de Westhoek históricamente ha sido parte de Flandes.
Está situada entre la frontera con Bélgica (Flandes Occidental) y las márgenes de los ríos Lys y Aa, en el área entre Dunkerque, Bourbourg, Saint-Omer y Bailleul, en los partidos judiciales de Bailleul (Belle), Hazebrouck (Hazebroek), Watten y el oeste de Dunkerque (Duinkerke), Gravelinas (sGravelinghen). La zona de Westhoek, siendo parte del Distrito de Dunquerke, posee una extensión aproximada de 1443 km² y unos 371 940 habitantes (datos de 2022). Las principales ciudades son Dunkerque (87 013 hab.) y Hazebrouck (21 785 hab.).

## Geografía
El territorio forma parte de la Houtland o zona de bosques, formada por la prolongación de las colinas de Artois, dónde solo destacan las pequeñas alturas del Mont Cassel (156 m).

Bandera de Flandes, también reconocida como propia por los flamencos de Westhoek

, las partes costeras, configuradas por dunas, marismas, bajíos y artificiales pólderes están muy drenadas por una red de pequeños canales que le da a la microrregión el nombre de Watringen.

## Situación del neerlandés en Westhoek
No hay ningún reconocimiento oficial del flamenco. Según datos del 1982, solo unos 80.000 habitantes de la región (un 23% del total) reconocía usarlo a menudo, la mayor parte de ellos gente de avanzada edad. Pero aunque pueden captar emisoras de radio y televisión de la parte belga, como no han usado nunca el hoog vlaams (alto flamenco) sino el dialecto local, a algunos se les hace difícilmente comprensible, cosa que los aleja del Flandes belga. Según una encuesta hecha en 1984 en Hondschoote, el flamenco era hablado por el 3 % de los abuelos de las familias, pero solo por el 25% de los padres y únicamente por el 2% de los hijos. En 1995 oscilaban entre 20.000 y 40.000 hablantes habituales; y aun cuando en 1987 un 20% de los habitantes eran capaces de expresarse en flamenco, solo el 5% lo hacía habitualmente.
Según la misma encuesta, con respecto al uso de la lengua entre generaciones, y con respecto a los abuelos, el 36% son francófonos, el 38% hablan flamenco y el 26% son bilingües, mientras que en los padres el 75% son francófonos, el 25% hablan flamenco y el 25% son bilingües, y los hijos son 99% francófonos, 1% flamencófonos y solo el 8 % bilingües. Con respecto al uso, solo el 5% de los jóvenes usa el flamenco a menudo, contra el 24% de los padres; solo el 23% lo usa a veces, contra el 22% de los padres, y el 72 % de los jóvenes no lo usa nunca, contra el 54% de los padres. En cuanto al conocimiento pasivo de la lengua, solo el 11% de los jóvenes afirma tener un buen conocimiento, en comparación al 23% de los padres, y un 57% afirma no saber nada, contra el 31% de los padres. 
Las principales instituciones de militancia lingüística del Westhoek, que son el Michiel de Swen Kreis (Círculo Michel de Swen), organismo de activismo cultural, y la emisora de radio Radio Vylenspiegel, dirigida por Arthur Fagoo, se unificaron a comienzos de los ochenta por formar la Vlaams Vrieden I Frankrijk, de forma que en 1974 consiguiesen que se les aplicara en enseñanza la loi Deixonne de 1951, el uso en la radio y cierta cooficialidad a los documentos. Además, gracias a la Circular Savary de 1982, el flamenco también se enseña en la Escuela Normal de Lille y desde 1983 como asignatura secundaria en las escuelas flamencas. A diferencia del occitano, alsaciano, bretón o corso, no dispone de datos de la enseñanza del flamenco en primaria.
Como curiosidad, cabe notar que en todo el departamento de Norte (capital: Lille) y principalmente en Westhoek, se usan numerosas expresiones francesas que, de hecho, son traducciones literales de expresiones flamencas, como tomber dans la beurre (tener suerte), je ne sais plus ni quoi ni qu'est-ce (ya no sé dónde estoy), devenir tout drôle (encontrarse mal), pois de sucre (judías tiernas) y acater un enfant (dar a luz un niño).

## Enseñanza y medios de comunicación
En teoría, desde los 90 se ofrecen clases bilingües en flamenco en primaria, pero de las seis escuelas dónde teóricamente se enseña en flamenco, solo una ofrece esta opción. Solo lo aprenden 820 niños en Wervicq y Bailleul, además de 120 universitarios que aprenden flamenco en las universidades de Dunkerque y Lille. Solo hay tres diarios en francés, Plath'iou (Dunkerque), Revue de l'Houtland (Steenvoorde) y Yserhouck (Volkerinckhove), que contienen artículos sobre varios aspectos de cultura flamenca y algunos artículos en el dialecto local. El periódico KFV-Mededelingen se publica en neerlandés estándar, como portavoz del KFV. También se edita el anuario bilingüe De Franse Nederlanden/Le Pays-Bas Français, de cariz científico y literario. No hay emisoras de televisión, y solo la emisora Radio Uylenspiegel de Cassel emite un 10% de los programas en flamenco.

## Política
Ocasionalmente se han presentado varios autonomistas flamencos bajo las siglas del Vlaamsch Federalist Partij van Frankryk (Partido Federalista de los Flamencos de Francia), con poca resonancia y que solo se suele presentar a las elecciones europeas. Más tarde ha obtenido una cierta resonancia el Vlaamse Volks Vereniging (Unión del Pueblo Flamenco), con sede en Lille, que quiere defender el desarrollo de Flandes. El frente cultural es dirigido por el Komitee voor Frans-Vlaanderen (Comité de Flamencos de Francia), que agrupa todas las asociaciones como el Michel de Swen Kreis. Un sector del Frente Nacional también ha jugado la carta autonomista del Nord-Flandre con la revista Wij Zelf.

## Historia

### Incorporación a Francia
El lillense Stéphane Lebecq, discípulo del neerlandés Albert Delahaye, confirma la presencia neerlandesa en la zona desde el siglo VIII, derrotada por los francos por la espada (como la masacre de Weretha/Frethun) o por conversiones forzadas. Incluso, el historiador de Hondschoote, Emile Coornaert, profesor del Collège de Francia y patriota francés, afirmaba que su ciudad, que solo tenía 2.000 habitantes en 1666 (cuando en su época de esplendor tenía 28.000), fue despojada de hombres y de grandes por el ejército francés, y que de las 49 parroquias de la castellanía de Cassel en 1648, 22 serían totalmente abandonadas. También acusa los franceses de intentar arruinar aquella province réputée étrangère. Desde el asalto a Dunkerque en 1662 se incorporaron a Francia y se les aplicó el Edicto de Villiers-Cotterêts, y todas las actas municipales fueron redactadas en francés, a la vez que Luis XIV de Francia expulsaba a los jesuitas y capuchinos flamencos. Esto eliminará poco a poco las diferencias entre el Flandes francófono y el flamencófono.
A partir del 1713, los dos Flandes tuvieron un solo intendente, y el parlamento de Douai trataba las cuestiones de justicia para Flandes y Hainaut, y una oficina de finanzas en Lille, donde los Estados provinciales votaban los subsidios al rey. La francesización será activa en todos los dominios, puesto que las actas oficiales y de los tribunales se redactaban en francés, e incluso se traducen bárbaramente topónimos. En 1744 se fundan a Lille las primeras logias masónicas. Pero a finales del siglo se inicia el declive económico de la industria pañera y del barro (en Bauilleul, Douai y Saint Amand), hecho agudizado por la Carte des traités de Jacques Necker de 1781, que impuso a Westhoek una barrera aduanera con el resto de los Países Bajos. En 1783, se produciría una importante huelga de tejedores en Lille.
En 1789, el párroco de Saint-Saveur expuso los agravios flamencos a los Estados de Lille, denunciando la gêne et honte de l'indigence, y la política rapaz de París cuando la expropiación de los corderos del clericato dejaría a muchos pueblos en la miseria, agravado por las guerras contra los austríacos, en los que el país fue campo de batalla. Los diputados flamencos reclamaban la constitución de unos Estados diferenciados para el Flandes Marítimo y para el Flandes Francés, la abolición de las aduanas interiores, unificación de medidas y monedas, el fin de las jurisdicciones feudales y derechos de origen feudal y la realización de grandes trabajos viarios po tierra y agua. El abad Henri Grégoire clamaba en 1794 contra los jargons qui sont encore des lambeaux de la féodalité e et de l'esclavage. Finalmente, cuando fue creado el departamento del Norte sobre las ruinas de Flandes y Hainaut, solo contaba con 190 capellanes "constitucionales" contra 1.057 "refractarios" (eran el 95% de los del distrito de Hazebrouck).
Durante el Terror fue enviado a Lille el guillotinador François-Joseph Lebon, delegado del Comité de Salud Pública para Flandes y Artois, antiguo orador, nombrado alcalde de Arras y diputado en la Convención, que amenazó con hacer cortar 2.000 cabezas en aquella ciudad. Sin embargo, aunque las sociedades revolucionarias tenían pocos partidarios en Lille (y todavía menos en Hazebrouck), resistieron el asedio austríaco de 1792.

### Primer nacionalismo flamenco
El nacionalismo flamenco en Westhoek tuvo su origen en la resistencia del clericato parroquial y de los notables católicos locales a la política laica y jacobina francesa. El 27 de enero de 1853, el Consejo Académico del departamento de Norte prohibió la enseñanza del flamenco. Como respuesta el 20 de abril de 1853 nació el Vlaemsche in Vrankryk Komitee (Comité Flamenco de Francia), que adopta la divisa Moedertaal en Vaderland, con el fin de defender la lengua y el catolicismo, si bien pasó a ser una sociedad de eruditos y notables que se ocuparon más de la historia, la arqueología y del folclore en la parte francesa, cosa ya denunciada por Louis de Baecker. Los clérigos se opusieron a la difusión del francés porque comportaba la difusión del laicismo. Así, encabezaron protestas contra la orden del ministro Victor Durey de 1866 que prohibía el uso del flamenco en la escuela. Pero, a diferencia de la parte belga, donde unificaron la lengua escrita con los neerlandeses, aquí mantuvieron el dialecto flamenco del oeste, cosa que los alejaría poco a poco de la corriente mayoritaria.
El golpe de gracia, sin embargo, lo daría la Ley Ferry, de 28 de marzo de 1882, donde afirma que la enseñanza debe impartirse únicamente en francés. Por esta razón, se laiciza totalmente la enseñanza primaria y aleja de la escuela, e incluso del catecismo, la enseñanza en flamenco.

## El flamenquismo antes de la Segunda Guerra Mundial
Desde 1920 se formarían grupos de jóvenes regionalistas en Lille, Roubaix y Tourcoing, y diversos directores de diarios de la región se sumaron a la idea regionalista con la resurrección de la antigua provincia frente al departamento, cosa que permitiría conservar la fe católica, el idioma y las tradiciones locales, y mediante un régimen federativo con otras provincias, poder reconstruir la "auténtica Francia". A estos núcleos se unieron los nuevos círculos flamencos clericales, unificados en 1924 bajo la presidencia de Jean-Marie Gantois (1904-1968) en la Vlaemsche Kreis in Vrankryk Verbond (Unión de Círculos Flamencos de Francia), que hasta 1926 publicaría un órgano íntegramente en flamenco, Vlaemsche Stemme in Vrankryk (Voz flamenca en Francia), que pondrá en marcha campañas en defensa de predicar y enseñar en neerlandés en las escuelas primarias. En 1926 cambiaría el nombre por el de Vlaamsch Verbond van Frankryk (Unión Flamenca de Francia) o VVF, y entonces rompió con la orientación clerical y reducida a los seminarios de los círculos y pretendía expandirse a los laicos para ganarlos por el campo del nacionalismo flamenco, como a Camille Looten, profesor de la Universidad de Lille y presidente del VFK desde 1899, y al dirigente del FRF, N. Bourgeois. Con este reforzamiento, desde 1930 se proclamarían nacionalistas. Para entonces, Westhoek tenía unos 100.000 habitantes, de los cuales se calcula que unos 60.000 hablaban flamenco.
Gantois y el VVF se apoderarían del diario Le Beffroi de France hasta que desapareció en 1928; entonces editaron dos revistas nuevas: Torrewatcher, en flamenco, y Le Lion de Flandre, en francés, concentrados en la tarea cultural y de difusión de la lengua neerlandesa, al reclamar autonomía local y federalismo, así como en promover contactos con los nacionalistas bretones, corsos, occitanos y alsacianos de Francia, y flamencos de Bélgica. El Algemeen Nederlandsch Verbond (Liga Pan-Neerlandesa) les dio apoyo financiero, y Gantois sufriría la influencia del nacionalismo autoritario y pan-neerlandés de las organizaciones flamingantes (el Flandes francés, con una parte de Picardía y el Artois, tendría que constituir la franja meridional del Groos Dietsch). Incluso adoptó el pseudo-racismo antisemita y la pertenencia al Dietsch, no tanto por motivos lingüísticos sino por motivos geopolíticos, antropológicos y etnológicos, que ponían en evidencia la influencia del nacionalismo radical alemán y flamenco de Bélgica.
Aun así, la influencia política del VVF siempre fue muy reducida, y su órgano, Le Lion de Flandre, no superaba la tirada de 400 ejemplares en 1939. A pesar de eso, el gobierno francés ilegalizó al partido en 1940 y alejó a Gantois de la región.

### Ocupación nazi
Después del armisticio francés, el VVF evolucionó hasta el fascismo; Gantois volvió y se propuso reorganizar el movimiento a la vez que declaraba su adhesión al Tercer Reich y proclamaba que Westhoek tenía que formar parte del Reich. No sin reticencias, los nazis permitirían la refundación del VVF en enero de 1941 y la edición de su órgano, bilingüe, Le Lion de Flandre-De Torrewatcher. Hasta finales de 1942 se dedicaron a las actividades editoriales y publicitarias, con la difusión de un mensaje ideológico racista y pan-neerlandés (las tierras neerlandesas de raza germánica tenían que volver a su unidad natural), aunque los postulados auténticos del VVF pertenecían a la derecha radical maurrasiana y neotradicionalista.
Del verano de 1942 al de 1943, la VVF desplegó una gran actividad propagandística: exhibiciones cinematográficas, organización de juventudes, bibliotecas y círculos naturales, todo ello vinculado al interés de Heinrich Himmler para regermanizar la Borgoña con alemanes de Polonia. Incluso, durante 1943 los ocupantes jugaron con la posibilidad de incorporar nacionalistas franco-flamencos a las SS como habían hecho en Bélgica, cosa que provocaría divisiones internas dentro de la VVF entre Jean-Marie Gantois y los sectores tradicionalistas, reacios a la militarización del partido, por un lado, y las nuevas generaciones pronazis favorables a la acción directa, que se habían incorporado al partido después de 1940. Entre ellos estaban los dos líderes de la VVF, Justin Blanckaert (1863-1942) y Pieter Maria Corneel Blanckaert (1896-1944). La VVF, además, en febrero de 1944 solo tenía 50 miembros activos y su revista solo 600 suscriptores, la mitad de ellos holandeses y flamencos de Bélgica. Aunque las SS les hicieron ingresar en las Allgemeine SS, los disconformes, con Gantois al frente, intentaron la creación de un nuevo partido, pero el desembarque aliado en Normandía acabaría definitivamente con el sueño nacionalista.

### La posguerra
Como resultado de todo ello, el nacionalismo en Westhoek quedaría tan desprestigiado que ya no levantaría nunca más el vuelo, de manera que los activistas se dedicaron exclusivamente a las tareas culturales. Jean-Marie Gantois fue condenado a prisión, deportado de la región y prohibido de predicar. Sin embargo, mientras que en Flandes se normalizaba la lengua a base de aproximarla al neerlandés, en Westhoek permanecería el dialecto, lo que dificultará que la población entienda el flamenco de las emisoras de televisión y radio de la zona belga y facilitará la indiferencia de la población hacia la cultura local. Solo a partir de los años 50, el maestro Victoor dará clases de flamenco en las escuelas, y en 1951 el dr. Klaas creará una revista semestral en flamenco para jóvenes.
Paralelamente a las luchas lingüísticas en el Flandes belga, en Westhoek se crearía en 1972 el Centre Flamand de Recherche et Diffusion (CFRD), que dispone de 10 centros con el fin de enseñar el flamenco a los jóvenes. Al mismo tiempo, otro grupo, el Vlaams Vrieden I Frankijk obtuvo en 1974 la aplicación de la loi Deixonne en las escuelas de Westhoek, que hasta entonces no se aplicaba, dando una cierta cooficialidad a los documentos y la legalización de la radio en flamenco. Ello culminaría en 1977 con la creación de la Université Populaire Flamande en Hazebrouk, mientras el CFRD se convertía en Michiel de Swaenkring (Círculo Michel de Swen, MKS), grupo de activistas lingüísticos que luchará por la obtención de la Carta de las Lenguas de Francia con otro grupos como Ar Falz, Ikas, René Schikéle Kreis, IEO y GREC. Aun así, su lema es en francés, adoptado por Menschen lyk Wyder, Décider, vivre, travailler en Flandre.
En 1978 aparecerá Westhoek-Editons, llamada más tarde Les Editions des Beffrois, y desde 1979 empieza a emitir Radio Uylenspiegel (FM 91.8 MHz), que no será legalizada hasta 1982, a la par que la mayoría de los habitantes de Handschoote empiezan a disponer de la enseñanza del flamenco. Finalmente, en 1981 los maestros de escuelas de Hazebrouk, junto a diversas asociaciones culturales, firmarán el Manifest des Flamands de la France, para todas las organizaciones de cariz folclórico y cultural, donde se reclama más presencia de la lengua, la cultura y condición de flamencos. También se creó una licenciatura de neerlandés en Lille, se introdujo el neerlandés en una docena de liceos estatales y en seis secundarios privados, aunque en 4 colegios y dos liceos acogen con reticencia a los alumnos de neerlandés. También seis colegios han editado un semanario en flamenco con ayuda de la asociación Tegaere Toegaen. También se inauguró a principios de 1986 una escuela primaria bilingüe en Wervicq-Sud (unos 300 alumnos).
En Bailleul, bajo el impulso del burgomaestre Delobel, se dan tres cursos de neerlandés a la semana a más de 800 niños de preescolar y primaria desde 1989, que continúan la enseñanza en secundaria. Además, 25.000 flamencos trabajan en 300 empresas flamencas y neerlandesas del otro lado. Además, el Komitee voor Frans-Vlaanderen (Comité de los Flamencos Franceses, KFV), que en 1984 consiguió activar en la región una sección local de los Davidsfonds, hace investigación sobre la flamenquización de nombres de granjas y villas, organiza jornadas culturales a Waregem y Baileul, y la fundación Willem de Zwijgerstichting concedió una ayuda financiera a Radio Uylenspiegel. Flor Barbry organiza un grupo de teatro en Westoutre, y la villa de Nieuwpoort organiza todos los años una quincenal del Flandes francés.